# Garrulus bispecularis
Garrulus bispecularis, "blekkronad nötskrika", är en fågelart i familjen kråkfåglar inom ordningen tättingar. Den betraktas oftast som underart till nötskrika (Garrulus glandarius).

## Utseende och läten
Denna art är en 33 cm lång kråkfågel, mycket lik nötskrikan i begränsad mening med skärbrun dräkt, svarta vingar och stjärt samt svart mustaschstreck. Den skiljer sig dock genom den enfärgade hjässan, vare sig svart med vita streck eller helsvart. Vidare är den bandat blåsvart i ett område på mitten av handpennorna där nötskrikan är vit. Undersidan är skärtonat rostbeige utan grå anstrykning. Även lätena skiljer sig något, där ett gnällande läte med upprepade korta toner hörs, snabbare än nötskrikans.

## Utbredning och systematik
Fågeln delas in i sex underarter med följande utbredning:
- Garrulus bispecularis bispecularis  – västra Himalaya från norra Pakistan (Murree Hills) österut till västra Nepal
- Garrulus bispecularis interstinctus – östra Himalaya, södra Assam och sydöstra Xizang
- Garrulus bispecularis sinensis – sydcentrala, södra och östra Kina samt norra Myanmar
- Garrulus bispecularis oatesi – nordvästra Burma
- Garrulus bispecularis haringtoni – västra Burma
- Garrulus bispecularis taivanus – Taiwan

Fågeln anses vanligen vara en del av nötskrikan. Sedan 2016 delar dock Birdlife International och Internationella naturvårdsunionen upp nötskrikan i tre arter: blekkronad nötskrika, den sydostasiatiska "vitkindad nötskrikan" (Garrulus leucotis) och nötskrika i begränsad mening.

## Levnadssätt
"Blekkronad nötskrika" bebor lövskog och blandskog. Den är liksom nötskrikan en allätare, men lever under häckningssäsongen dock mestadels av ryggradslösa djur, framför allt skalbaggar och fjärilslarver. I västra delen av utbredningsområdet häckar fågeln mellan mars och juni, huvudsakligen april-maj. Arten är stannfågel, men bergspopulationer rör sig lägre nivåer vintertid.

## Status och hot
Arten har ett stort utbredningsområde och en stor population med stabil utveckling och tros inte vara utsatt för något substantiellt hot. Utifrån dessa kriterier kategoriserar internationella naturvårdsunionen IUCN arten som livskraftig (LC).